# Roccasicura
Roccasicura ist eine italienische Gemeinde (comune) in der Provinz Isernia in der Region Molise und hat 472 Einwohner (Stand 31. Dezember 2023). Die Gemeinde liegt etwa 11,5 Kilometer nördlich von Isernia.

## Verkehr
Durch die Gemeinde führt die frühere Strada Statale 86 Istonia (heute eine Provinzstraße) von Forlì del Sannio nach Vasto.